# Давньогрецькі технології
Неймовірні винаходи стародавніх греків

### Антикітерський механізм
Пристрій, створений близько 150 року до н.е., який можна назвати першим в світі комп'ютером. Механізм складався з 37 бронзових шестерень в дерев'яному корпусі, на якому розташовувалися циферблати. Він дозволяв проводити масу складних астрономічних обчислень, в тому числі визначати фази Місяця, сонячні затемнення і рух всіх відомих грекам планет.
1901 року в Егейському морі між грецьким островом Крит і півостровом Пелопоннес, поблизу острова Антикітера на глибині 43-60 метрів було виявлено затонулий античний римський корабель. Пірнальники за губками підняли на поверхню бронзову статую юнака і безліч інших артефактів.
1902 року археолог Валеріос Стаїс виявив серед піднятих предметів кілька бронзових шестерень, закріплених у шматках вапняку. Артефакт залишався невивченим до 1951 року, коли англійський історик Дерек Джон де Солла Прайс зацікавився ним і вперше визначив, що механізм є унікальним античним механічним обчислювальним пристроєм.
Останнє дослідження затонулого корабля здійснив 1978 року Жак-Ів Кусто. Він не знайшов ніяких додаткових фрагментів механізму, проте знайдені монети дали першу приблизну дату виготовлення знахідки — 85 до н. е.
2005 року розпочато греко-англійський проєкт «Antikythera Mechanism Research Project» під егідою Міністерства культури Греції. У ньому беруть участь науковці двох грецьких університетів та англійського Кардіффського університету (зокрема, професори Майк Едмундс і Тоні Фріт) із залученням найсучаснішої техніки. У тому ж 2005 році оголошено про виявлення нових фрагментів механізму. Для того, щоб встановити розташування шестерень всередині вкритих мінеральними відкладеннями фрагментів, скористалися можливостями сучасних технологій — комп'ютерної томографії, яка за допомогою рентгенівських променів дозволяє створювати об'ємні зображення прихованого вмісту. Таким чином вдалося визначити взаємозв'язок окремих компонентів та їх функціональну належність. 30 травня 2006 було оголошено, що завдяки новій рентгенівській методиці вдалося прочитати майже 95% написів, що містяться в механізмі (близько 2 000 грецьких символів). Водночас підтверджено дані про те, що механізм міг обчислювати конфігурації руху Марса, Юпітера, Сатурна.

### Вогнемет
Греки любили не лише воювати, але й створювати механізми для війни. Перша вогнеметна машина використовувалася під час Пелопоннеської війни (431 - 404 рік до н.е.), і обрушувала на ворога жар навпіл з сіркою. Інший вогнемет винайшов Аполлодор з Дамаска, інженер II століття н.е. Цей пристрій призначався для руйнування стін фортець за допомогою поєднання полум'я і потужної кислоти.

### Служниця-автоматон
Винахід Філона Візантійського, механіка III століття до н.е. Це чудо давньогрецької робототехніки призначалося для конкретної цілі - вона наповнювала чашу вином, змішуючи його з водою. 
Машина була величиною в ріст людини, з посудиною для вина в одній руці та келихом в іншій. Подача рідин відбувалася з двох контейнерів з трубками, поміщених усередині механізму. Механізм активувався, коли хтось ставив порожню чашу у вільну руку.

### Парова гармата
Один з військових винаходів Архімеда, коли той допомагав обороняти рідні Сіракузи від римлян під час другої Пунічної війни. Фактично, це була металева труба, запаяна з одного кінця, яка розжарювалася і заповнювалася невеликою кількістю води. Пара, що утворилася різко виштовхувала зі своєрідної гармати снаряд на відстань до кілометра.

### «Клешня» Архімеда
Ще одна бойова машина, що використовувалася проти римського флоту при облозі Сіракуз. Вона являла собою кран, закріплений на стіні міського муру, з ланцюгом та гаком на одному кінці і противагою на іншому. Гак чіплявся за ворожий корабель і перевертав його, або затягував на прибережні скелі.

### Поршневий насос
Дітище геніального інженера Ктезібія Олександрійського, який жив в III столітті до н.е. Насос використовувався для підйому води з колодязів за допомогою базових принципів пневматики і гідравліки. На жаль, всі праці Ктезібія згоріли під час пожежі в Олександрійській бібліотеці, і ми знаємо про них тільки по згадках інших винахідників.

### Акведук Евпаліна
Масштабні підземні тунелі для зберігання води, викопані на острові Самос в шостому столітті до н.е. за наказом тирана Полікрата. Акведук створювався, базуючись на приголомшливо точних геометричних обчисленнях, описаними лише Евклідом через триста років. Геродот в своїх працях називав тунелі одним з чудес світу.

Загалом, давньогрецькі технології торкалися найрізноманітніших аспектів життя - як побуту, так і військових дій. Навіть тисячі років тому талановитих винахідників могла обмежити тільки сила їх уяви.